# Rio Argens
O rio Argens em Fréjus
O rio Argens é um rio localizado no departamento de Var, no sudeste da França, com 114 km de comprimento. Nasce em Seillons-Source-d'Argens e desagua no Mar Mediterrâneo, perto de Fréjus.
Correndo apenas no departamento de Var (83), atravessa 21 comunas: 
- Seillons-Source-d'Argens, Brue-Auriac, Saint-Maximin-la-Sainte-Baume, Bras, Châteauvert, Barjols, Correns, Montfort-sur-Argens, Carcès, Le Thoronet, Entrecasteaux, Saint-Antonin-du-Var, Lorgues, Le Cannet-des-Maures, Vidauban, Taradeau, Les Arcs, Le Muy, Roquebrune-sur-Argens, Puget-sur-Argens, Fréjus.